# 卡蒂雅·洛涵

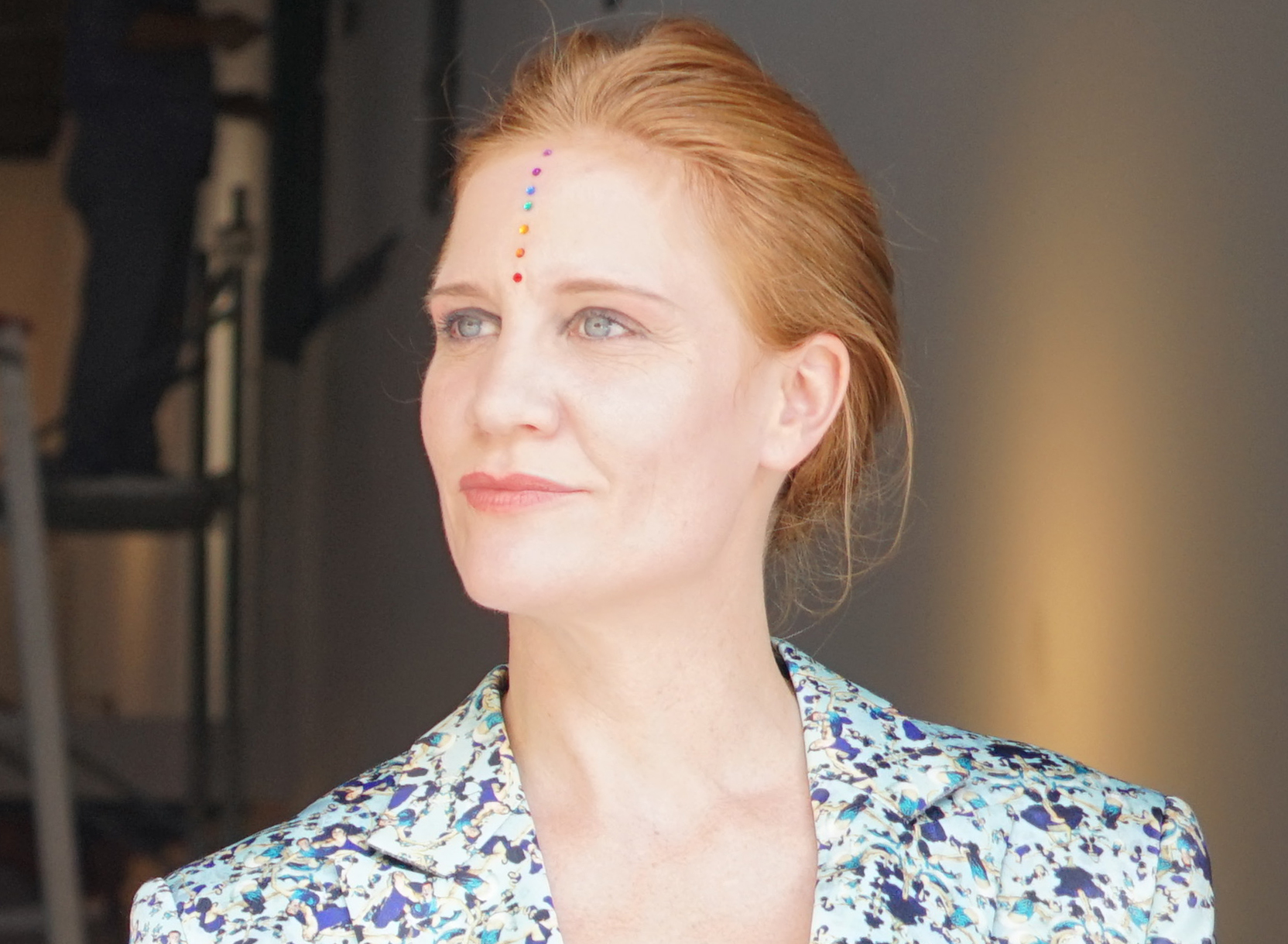
卡蒂雅·洛涵

卡蒂雅·洛涵（德語：Katja Loher，1979年—）是一位出生于苏黎世的瑞士视觉艺术家，尤其以视觉雕塑和装置作品而闻名。她擅長將有机物、宇宙星体和移动舞蹈的元素整合於作品中，在她的作品中可以看到时间的流动以及空间的变幻。她的艺术作品已在意大利、俄罗斯、中国、美国等多个国家的著名美术馆展出，系列作品也曾以代表的身份出现在瑞士電網公司、伯斯音樂廳博物館以及新不列顛美國藝術博物館等著名机构中。

## 教育背景
卡蒂雅·洛涵毕业于日内瓦高等美术学院，并在巴塞爾藝術設計大學获得了文学艺术学士学位。

## 艺术事业
在毕业一年后，卡蒂雅·洛涵就和团队参加了当年的莫斯科当代艺术双年展。五年后，她分别在罗马、苏黎世、那不勒斯、特拉维夫和圣保罗的画廊中展出自己的艺术作品。 2013年，洛涵在纽约的C24画廊首开个展，从此开启了她艺术事业的新篇章。自2013至2020年期間，她於美国休斯顿的安雅·蒂希畫廊（Anya Tish Gallery）、瑞士苏黎世的安德烈·薩爾曼畫廊（Andres Thalmann Gallery）等地舉辦了个人艺术展。
曾展出洛涵作品的展览馆还有：巴塞爾藝術館（巴塞尔，2007）、國立二十一世紀藝術博物館（罗马，2010）、烏里藝術博物館（Haus für Kunst Uri；阿爾特多夫，2013）、菲格艺术博物馆（美国爱荷华州达文波特 ，2014）、特尔菲尔博物馆（萨凡纳，美国，2015）、冬宫博物馆（俄罗斯圣彼得堡，2005) 、今日美术馆（中国北京2016）、布鲁斯藝術與科學博物馆（康涅狄格州格林威治，美国，2017年）、龍美術館（中国上海，2014年) 、圣何塞艺术博物馆（加利福尼亚圣何塞，美国，2014年）、新不列颠美国艺术博物馆（康涅狄格州新不列颠，美国，2015年）。 
此外，洛涵的视听装置作品也曾在世界各地许多艺术节上展出。其中包括：2006年的都柏林艺术节 ，2007年北京798艺术节，2010年布拉格的当代艺术节, 2014年布鲁克林音乐学院音乐节 , 2015年PULSE音乐节，印度艺术博览会和2019年的努勒·莫尔内音乐节 。所获奖项包括：2004年苏黎世电视台制作中心CreaTVty新媒体奖；2008年，她的家乡沙夫豪森文化局授予她六个月的柏林艺术家住所；2010年，她获得了巴塞尔市第二届艺术荣誉奖。同时，她的作品也曾在各大报纸和艺术评论中出现 。安德烈·薩爾曼出版的多套丛书都有介绍。

## 艺术作品

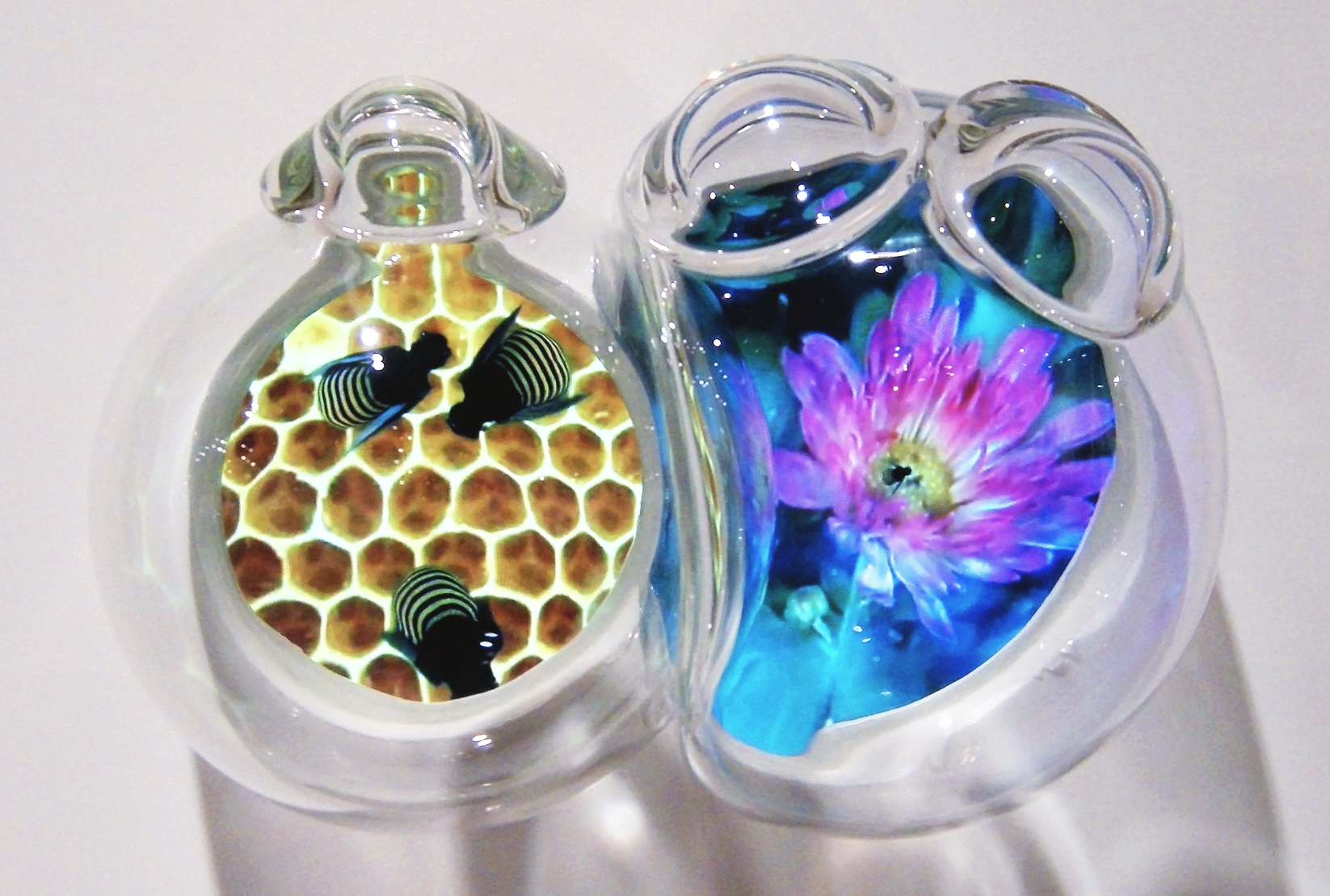
《Bubbles》, 卡蒂雅·洛涵设计的玻璃艺术品

洛涵近期的艺术作品主要有：, 在2010年苏黎世安德烈·薩爾曼畫廊首次亮相 。该装置以肥皂泡状玻璃碎片为基础，3D视频在内部投影配合上方舞者轻快舞蹈的录影，创作灵感来源于智利诗人巴勃羅·聶魯達的诗作。於2012年在纽约首次亮相，以美国作曲家兼钢琴家菲利普·葛拉斯为原型，结合时间元素创造的艺术作品。该雕塑运用多种装置创作出了如同管弦乐队演奏般的意境  。於2014年在纽约C24畫廊展出，从顶部欣賞此装置艺术品会看到有如巴士比·柏克萊式舞蹈演员曼妙身姿的投影影像，不僅具有幽默感，也令人思索抽象的存在性問題 。同时在C24畫廊展出的还有，这件作品同样是艺术投影结合装置艺术，配以音乐，显示了人与人、人与自然、人与科技之间的关系。

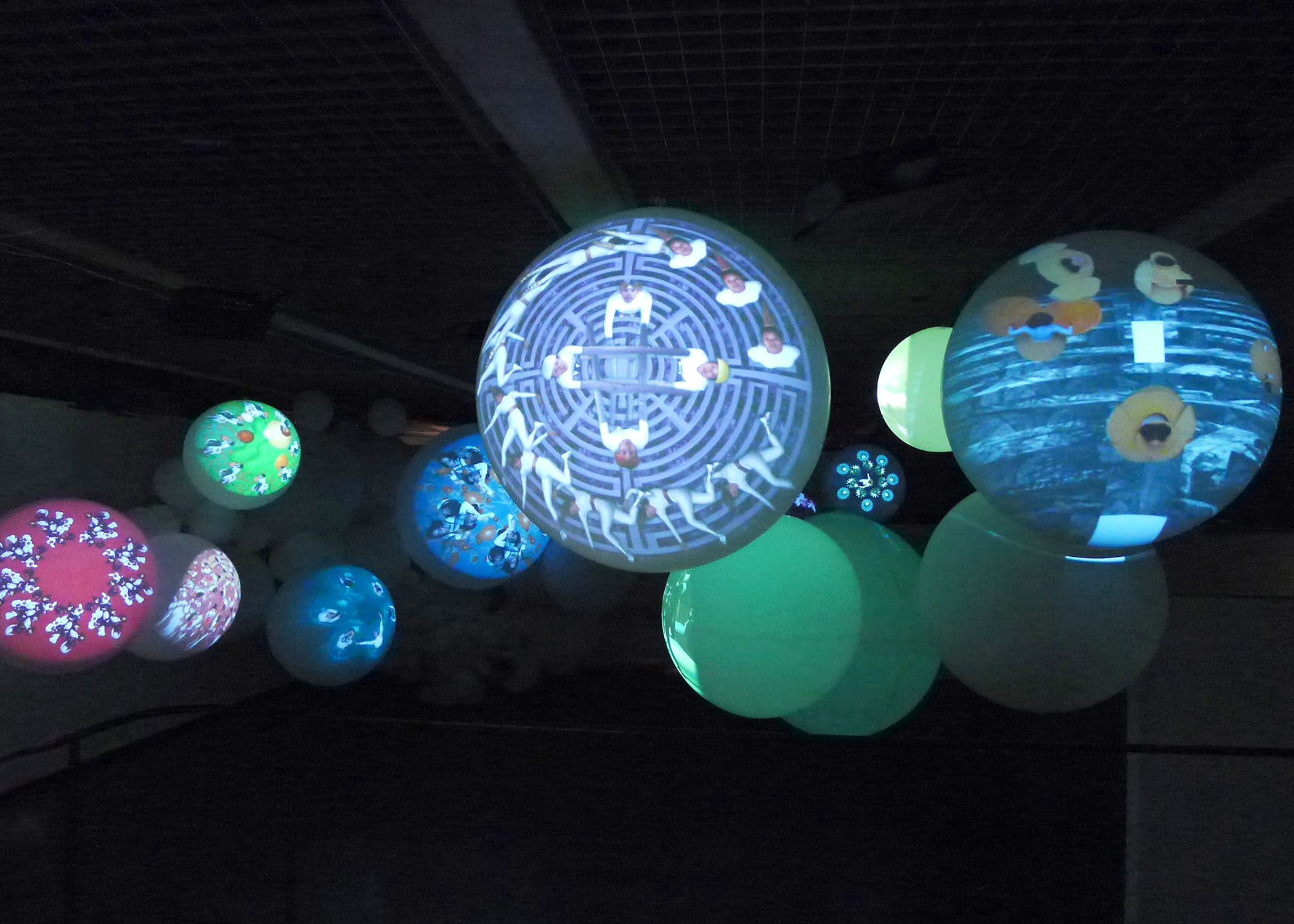
《Videoplanets》 卡蒂雅·洛涵设计的玻璃艺术品

2015年在乔治亚州薩凡納展出的通过对玻璃以及其他装置的运用显示了卡蒂雅对环境问题的担忧和关心。她运用蜜蜂这些小而敏感的生物，体现出我们生态系统中关键的一环。蜜蜂具有母系社会结构，并且通过舞蹈进行交流。所有这些生物与人类放在一起并有组织地游戏，强调了它们与我们平等的重要性。2016年，她回归纽约，作品在C24畫廊继续展出。晶莹剔透的玻璃装置配以其他生物的投影，让观众感知到地球这个作为我们赖以生存的星球的美好。2018年，作品獲瑞士電網公司總部永久珍藏。該作中的视频影像包括水、土、火和空气，随着时间线的移动渐渐进入“梦境”。观众在观看的同时不仅能体会到作品背后的哲学寓意，也对环境的日益恶化有所了解。2019年，在香港、成都、北京和上海相继展出。在此过程中，卡蒂雅和中国水墨大师吴浩的合作給予她很深的啟發，中国水墨也在此系列作品中留下深刻印记。另外，中国传统的“五行”概念也在这一系列中有所体现。於2020年在安雅·蒂希畫廊展出。五彩斑斓的投影在看似鸟巢形状的玻璃球体上，展示了一个充满不同风情的宇宙生命。此装置艺术品旨在唤起人类对自己在宇宙中地位的批判性思考。

## 外部連結
- 官方网站 （英文）